# Museiföreningen Sveriges Fritidsbåtar
Museiföreningen Sveriges Fritidsbåtar är en ideell förening som värnar ett sjöhistoriskt småbåtsarv i Sverige.
Föreningen driver Fritidsbåtsmuseet i Västerås och upprätthåller också småbåtsmuseet Båthall 2 på Galärvarvet i Stockholm i samarbete med båtsamlingens ägare Sjöhistoriska museet.
Föreningen ger ut tidskriften Veteranbåten - tidskrift för svensk veteranbåtskultur.